# Dagfinn Høybråten
Dagfinn Høybråten (né le 2 décembre 1957), est un homme politique norvégien. Il est ministre de la Santé du 17 octobre 1997 au 3 mars 2000 et ministre du Travail et des Affaires sociales du 19 octobre 2001 au 17 octobre 2005.
Il est marié et père de quatre enfants.